# Колискова (мультфільм)
Колискова — український мультфільм студії Київнаукфільму, який був зроблений у 1984 році. У 6 піснях мультфільму розкриваються сюжети заколисування дитини та її снів. 
Колискові співає відома українська співачка Ніна Матвієнко.
- 1984 — XVII Всесоюзний кінофестиваль (Київ): Диплом журі

## Над мультфільмом працювали
- Автор сценарію: Ірина Гурвич
- Режисер: Ірина Гурвич
- Художник-постановник: І. Дівишек
- Композитор: Богдан Янівський
- Оператор: Анатолій Гаврилов
- Звукооператор: Ігор Погон
- Редактор: Світлана Куценко
- Монтажер: О. Деряжна
- Асистенти: А. Криворотенко, Н. Кращіна, В. Боженок
- Художники-мультиплікатори: І. Бородавко, Олена Касавіна, В. Омельчук, Е. Перетятько
- Пісні виконує: Ніна Матвієнко
- Директор картини: Іван Мазепа